# Йоханес Видман
Йоханес Видман (Johannes Widmann, също Johannes Weidemann) (1460-1498), германски математик, доцент в университета на гр. Лайпциг. Станал известен със своята книга „Търговска аритметика“, издадена през 1489 в Лайпциг. В тази книга за пръв път са използвани символите ›+‹ (плюс) и ›−‹ (минус) за алгебричните операции събиране и изваждане.